# Бистрица (Јонско море)
Бистрица (алб. Lumi i Bistricës) је река на југозападу Албаније.
Улива се у Јонско море код града Саранде. Назив је словенски и значи „бистра река”.